# Штурм Туртукая
Штурм Туртукая — операция, проведённая генералом Суворовым против турецкой крепости Туртукай на Дунае в ходе Русско-турецкой войны (1768—1774), в ходе которой русские войска разбили превосходящие силы турок и захватили Туртукай.

## Сражение
После успешного начала войны с Турцией и разгрома основных сил турок, к 1773 году русские войска заняли Дунайские княжества и стояли на Дунае. План кампании 1773 года предполагал переход через Дунай. Для того, чтобы перейти Дунай неожиданно, фельдмаршал Румянцев решил отвлечь внимание турок небольшими нападениями малых отрядов. Первое нападение указано было сделать Суворову на турецкую крепость Туртукай. Под начальством Суворова находилось около 700 человек, гарнизон Туртукая около 4 тысяч. Разведав силы противника, Суворов отдал приказ, где, в частности, говорилось: «Турецкие набеги отбивать наступательно. Подробности зависят от обстоятельств, разума и искусства, храбрости и твердости командующих».
Вечером 20 мая русские войска подошли к Олтенице, в это же время на левый берег Дуная переправился турецкий отряд численностью около 900 человек для атаки русского отряда. Однако Суворов с марша атаковал турок и сбросил их в Дунай. Ночью на 10 мая, под прикрытием темноты, Суворов начал переправляться на южный берег Дуная. Турецкая артиллерия открыла огонь по лодкам, но темнота не позволила помешать переправе Суворова. Высадившись на берег, русская пехота атаковала турецкие позиции двумя колоннами. Решительной штыковой атакой русские овладели турецкими артиллерийским батареями и, преследуя отступающих турок, ворвались в турецкий лагерь. Пока одна колонна преследовала турок, вторая захватила Туртукай. Русский отряд, остававшийся на левом берегу, узнав о занятии города Суворовым, атаковал турецкое прикрытие и захватил турецкие суда на реке. К 4-м часам утра сражение закончилось, остатки турецкого корпуса бежали.
Трофеями русских стали 16 орудий, 6 знамён и 51 судно. Потери турок 1500 убитыми, у русских около 70 человек убитыми и ранеными.
«Слава Богу, слава вам, Туртукай взят, и я там», — писал Суворов Румянцеву. За взятие Туртукая Суворов получил орден святого Георгия II-й степени
Бой у Туртукая примечателен тем, что Суворов внёс новые начала в действия войск. Несмотря на малое число солдат, он выстраивает две колонны и организует поддержку, а колонны прикрывает стрелками.